# Кучуккаинарџијски мир
Кучуккаинарџијски мир (рус. Кючук-Кайнарджийский мирный договор, тур. Küçük Kaynarca Antlaşması) склопљен је 21. јула 1774. у месту Кучук Каинарџи у Добруџи (данас место Кајнарџа у североисточној Бугарској). Потписали су га представници Руског царства (Пјотр Румјанцев у име Катарине Велике) и Османског царства (велики везир Мехмед-паша у име султана Абдула Хамида I) после пораза Османског царства у Руско-турском рату 1768—1774.
Русија је Турској вратила Влашку, Молдавију и Бесарабију, а заузврат је добила право да штити хришћане у Османском царству и да интервенише у случају турских злоупотреба. Кримски канат је проглашен независном територијом, при чему је султан остао врховни верски вођа кримских Татара (калиф). Русија је добила Кабардију на Кавказу, луке Керч и Еникале на Криму, као и област око ушћа Дњепра. Укинута су ограничења руског суверенитета у области Азовског мора и дозвољено је руским трговачким бродовима да плове кроз Дарданеле.
Овај мировни уговор је био понижавајући ударац, некад силном, Османском царству.